# Nectonematida
Nectonematida är en ordning av djur. Nectonematida ingår i fylumet tagelmaskar och riket djur.